# Baby Gate
Baby Gate — двадцать шестой студийный альбом итальянской певицы Мины, выпущенный в 1974 году на лейбле PDU. Изначально распространялся как двойной альбом вместе с другим альбомом, Mina®, впоследствии продавались по отдельности. Практически все песни на альбоме записаны на английском языке, певица вдохновлялась американской культурой 1950-х годов при создании альбома.

## Список композиций
| №  | Название                            | Автор(ы)                                                              | Длительность |
| -- | ----------------------------------- | --------------------------------------------------------------------- | ------------ |
| 1. | «Bird Dog»                          | Будло Брайант, Фелис Брайант                                          | 2:26         |
| 2. | «Mr. Blue»                          | Дивейн Блэквелл                                                       | 2:39         |
| 3. | «I Only Have Eyes for You»          | Гарри Уоррен, Эл Дубин                                                | 3:13         |
| 4. | «That’s When Your Heartaches Begin» | Фред Фишер, Уильям Раскин, Джордж Браун                               | 3:40         |
| 5. | «Amorevole»                         | Вито Паллавичини, Антониетта Де Симон, Витторио Буффоли, Пино Массара | 5:20         |

| №  | Название                   | Автор(ы)                         | Длительность |
| -- | -------------------------- | -------------------------------- | ------------ |
| 1. | «Don’t»                    | Джерри Либер, Майк Столлер       | 3:00         |
| 2. | «Flamingo»                 | Эдмунд Андерсон, Тед Груойя      | 3:04         |
| 3. | «It’s Only Make Believe»   | Конвей Твитти, Джек Нэнс         | 2:20         |
| 4. | «I’m in the Mood for Love» | Дороти Филдс, Джимми Макхью      | 3:00         |
| 5. | «To Be Loved»              | Берри Горди, Тайран Карло        | 2:22         |
| 6. | «Non so»                   | Джорджо Калабрезе, Умберто Бинди | 3:20         |

## Чарты
| Чарт (1974–75)                            | Высшая позиция | Недель в чарте |
| ----------------------------------------- | -------------- | -------------- |
| Италия (Musica e dischi) · вместе с Mina® | 1              | 25             |

| Чарт (1975)                               | Позиция |
| ----------------------------------------- | ------- |
| Италия (Musica e dischi) · вместе с Mina® | 14      |